# División de Mardan
La división de Mardan (en urdu : مردان ڈویژن) es una subdivisión administrativa del centro de la provincia de Jaiber Pastunjuá en Pakistán. Cuenta con cuatro millones de habitantes en 2017, y su capital es Mardan.
Como todas las divisiones pakistaníes, fue derogada en 2000 y luego restablecida en 2008.
La división reagrupa los distritos siguientes:
- Mardan
- Swabi